# L'Homme sans visage (film, 1993)
Pour les articles homonymes, voir L'Homme sans visage.
Pour plus de détails, voir Fiche technique et Distribution.
L'Homme sans visage (The Man Without a Face) est un film américain réalisé par Mel Gibson et sorti en 1993. Il s'agit d'une adaptation cinématographique du roman du même nom d'Isabelle Holland, publié en 1972. Il s'agit de la première réalisation de Mel Gibson, qui tient également le premier rôle.

## Synopsis
Été 1968. Justin McLeod est un ancien instituteur qui vit en solitaire. Son visage a été défiguré après un accident de la route, dans lequel un de ses élèves est mort et pour lequel il a été reconnu coupable d'homicide involontaire. Il est également soupçonné d'être un pédophile. Il se lie d'amitié avec Chuck, un enfant désirant rentrer dans une école militaire. McLeod inculque à son protégé un amour de la justice et la liberté contre les injustices.

## Fiche technique
Sauf indication contraire, les informations mentionnées dans cette section peuvent être confirmées par la base de données cinématographiques IMDb,  présente dans la section « Liens externes ».
- Titre original : The Man Without a Face
- Réalisation : Mel Gibson
- Scénario : Malcolm MacRury, d'après le roman du même nom d'Isabelle Holland
- Musique : James Horner
- Photographie : Donald McAlpine
- Montage : Antony Gibbs
- Décors : Barbara Dunphy
- Costumes : Shay Cunliffe
- Production : Bruce Davey

Coproducteur : Dalisa Cohen
Producteurs associés : Donald Ginsberg et Bob Schulz
Producteur exécutif : Stephen McEveety
- Directeur de la photographie : Donald M. McAlpine
- Société de production : Icon Entertainment International
- Société de distribution : Warner Bros. (États-Unis), BAC Films (France)
- Genre : drame
- Budget : 25 millions USD
- Pays de production :  États-Unis
- Format : couleur - 35 mm - 1.85:1 - son Dolby stéréo
- Durée : 115 minutes
- Dates de sortie : 
  - États-Unis : 25 août 1993
  - France : 26 janvier 1994
- Classification[1] :
  - États-Unis : PG-13
  - France : tous publics

## Distribution
- Mel Gibson (VF : Jacques Frantz ; VQ : Hubert Gagnon) : Justin McLeod
- Nick Stahl (VF : Christophe Lemoine ; VQ : Martin Pensa) : Charles E. « Chuck » Norstadt
- Margaret Whitton (VF : Sylvie Moreau ; VQ : Claudine Chatel) : Catherine Palin, la mère de Chuck
- Fay Masterson (VQ : Lisette Dufour) : Gloria Norstadt
- Gaby Hoffmann : Megan Norstadt
- Geoffrey Lewis (VQ : Ronald France) : le chef Wayne Stark
- Richard Masur (VF : Michel Papineschi ; VQ : Vincent Davy) : Professeur Carl Hartley
- Michael DeLuise (VF : Emmanuel Curtil ; VQ : Pierre Auger) : Douglas Hall, le petit ami de Gloria
- Ethan Phillips (VQ : Mario Desmarais) : Todd Lansing
- Zach Grenier (VF : Edgar Givry ; VQ : Jean-Marie Moncelet) : Dr Lionel Talbot
- Robert DeDiemar Jr : Charles E. « Chuck » Norstadt à 17 ans
- David A. McLaughlin : le père de « Chuck »
- George Martin : le barbier Sam
- Viva : Mme Cooper

## Production
De nombreux acteurs sont évoqués pour le rôle principal (Harrison Ford, Kevin Costner, Dennis Quaid, Tom Hanks, Robin Williams). William Hurt et Jeff Bridges seront proches du rôle mais, face à leur refus et ne trouvant personne d'autre, Mel Gibson décide d'endosser lui-même le costume de Justin McLeod ,.
Ce film marque les débuts au cinéma de Nick Stahl.
Le tournage a lieu d'août à octobre 1992. Il se déroule principalement dans le Maine (Camden, Deer Isle, Bowdoin College de Brunswick, Bath, Rockport, Rockland, Pownal et Portland) ainsi qu'au Canada (provinces de Colombie-Britannique et Nouvelle-Écosse).

## Accueil
Le film reçoit des critiques mitigées. Sur l'agrégateur américain Rotten Tomatoes, il récolte 65% d'opinions favorables pour 23 critiques et une note moyenne de 5,7⁄10. Sur Metacritic, il obtient une note moyenne de 62⁄100 pour 20 critiques.
Le célèbre critique américain Roger Ebert plébiscite le film avec la note de 3 sur 4. Il met en avant la prestation de Mel  Gibson qui est « un rappel de sa polyvalence ; peu d'acteurs peuvent s'intégrer confortablement à la fois dans L'Arme fatale et Hamlet (1990), et ici il trouve la bonne note pour McLeod : pas une caricature, pas un doux, pas pathétique, mais farouchement sûr de ce qui est bien et mal ».
Pour sa sortie aux États-Unis, il se classe 4e du box-office avec 4 millions de dollars pour son week-end d'ouverture. Il totalise finalement 24,7 millions de dollars. Il totalise 36,6 millions de recettes dans le monde.

## Distinctions
Le film est nommé dans trois catégories aux Young Artist Awards 1994 : meilleur film familial dramatique, meilleure jeune actrice pour un film dramatique pour Gaby Hoffmann et meilleur jeune acteur pour un film dramatique pour Nick Stahl.